# Le Portalet
Der Le Portalet ist ein Berg des Mont-Blanc-Massivs, der westlich des kleinen Dorfes Praz-de-Fort im Val Ferret im Kanton Wallis, Schweiz liegt. Der Le Portalet befindet sich auf dem Gebirgszug zwischen dem Trientgletscher und dem Saleinagletscher und besteht aus vier Graten und vier Flanken. Die Nordseite ist teilweise vergletschert. Im Süden bricht der Berg beinahe bodenlos 1100 Höhenmeter ab. Er ist 3344 m ü. M. hoch.
Der Le Portalet hat zwei wichtige Nebengipfel: Grand Clocher du Portalet (2983 m) und Petit Clocher du Portalet (2823 m). Letzterer hat die Form einer Nadel und ist besonders schwer zu besteigen.